# Soupe Habitant
La soupe Habitant (officiellement La compagnie des soupes Habitant) est une marque de soupe produite par la compagnie Campbell du Canada.

## Historique

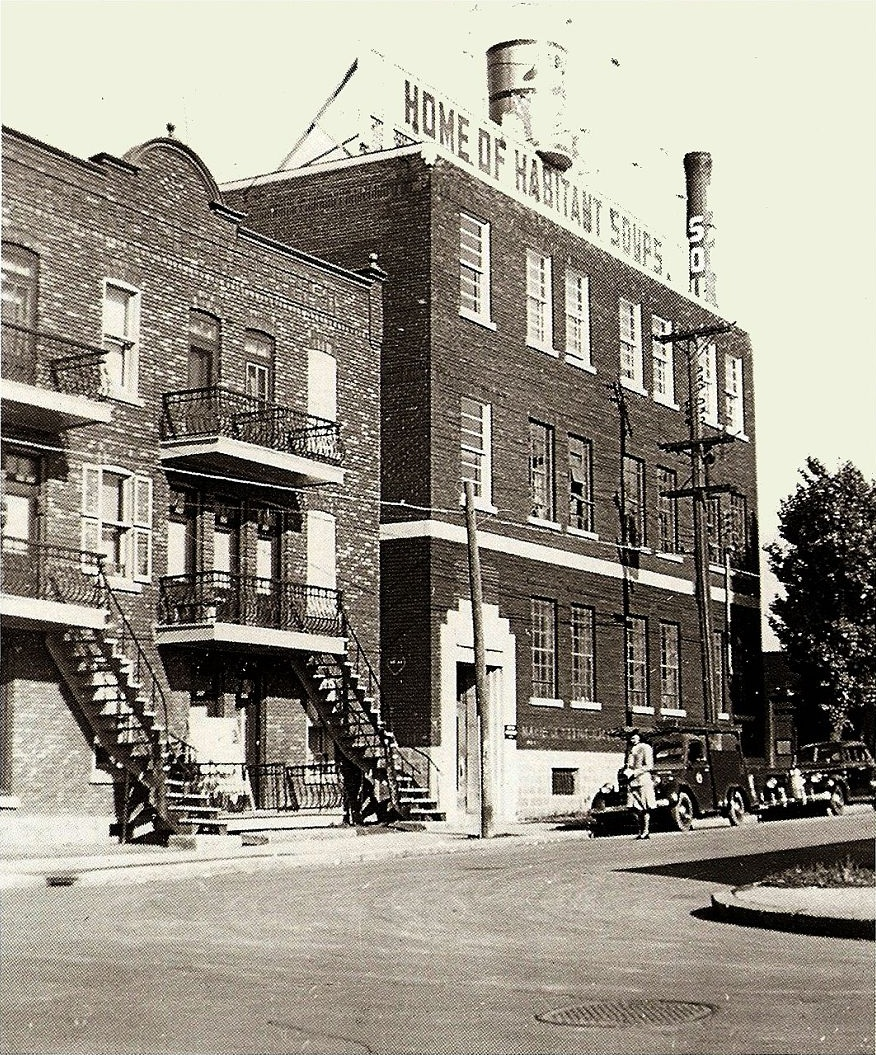
Première usine sur la rue Saint-Dominique

Créée en 1918, la commercialisation de la soupe Habitant débute en 1924-1925 lorsque la compagnie Dominion Preserving la met en marché à son usine située sur la rue Saint-Dominique à Montréal entre Guizot et Liège (45° 32′ 29″ N, 73° 38′ 13″ O).
La compagnie appartient à Philias Morin (1884—1957), le propriétaire original de la marque de commerce Habitant qui utilise alors le nom de P.H. Morin, une raison sociale anglaise comme coutume à l'époque. Le produit phare de la compagnie est la soupe aux pois, produite selon une recette traditionnelle du Canada Français. Cette même soupe a d'ailleurs été à l'origine d'un populaire sobriquet à connotation raciste  de "French Canadian Pea Soup" utilisé pour désigner les canadiens français.

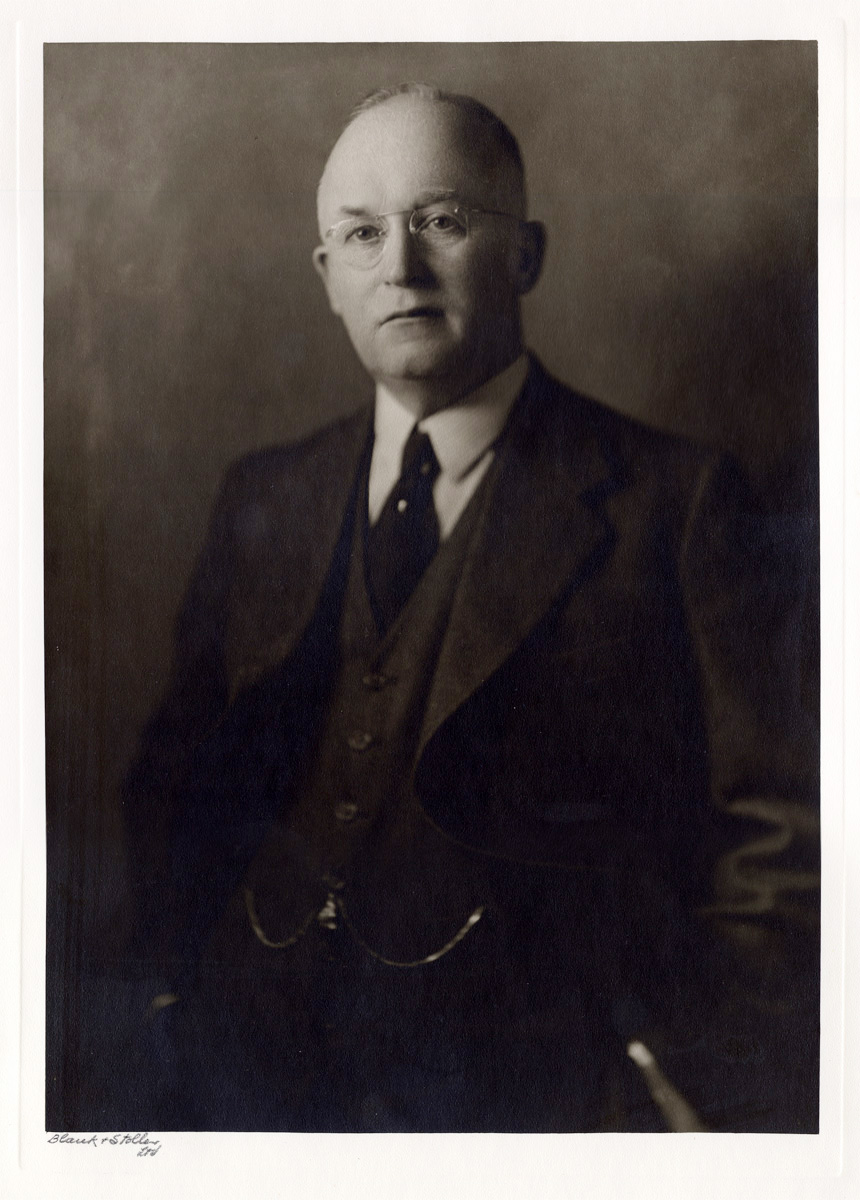
Philias Morin

Vers 1954-1957, M. Morin cède sa compagnie à Paul Bienvenu et Albert Limoges. Paul Bienvenu est alors président de la Catelli Food Products, une entreprise de pâtes créée en 1867, l'année de la Confédération canadienne. On renommera l'entreprise pour la Habitant Food Jams & Pickles Products et Catelli-Habitant. On continue de mettre en conserve les soupes ainsi que d'autres produits de marque Habitant, Youville, Palm et Windsor.
En décembre 1988, Labatt qui possède alors l'entreprise Catelli annonce qu'elle désire vendre cette dernière et conséquemment les soupes Habitants. Parmi les intéressé, on compte Kraft, Culinar et Campbell-Borden (en). Le 9 mars 1989 on annonce que Cambell-Borden remporte les enchères à un coût estimé de 225 M$. L'entreprise conserve les soupes Habitants, mais vend la division des mini-desserts Catelli à Kraft.
En juillet 1989, Campbell revoit sa stratégie et on prévoit transférer la production de la soupe à Toronto. En mars 1990, à la suite de négociations entre le syndicat et le patronat, on envisage sérieusement la fermeture de l'usine de Montréal, mais d'autres négociations avec un conciliateur du ministère du Travail éviteront cette fermeture et remplissent leurs promesses de croissance.